# Галарса, Ана
Ана Мерсе́дес Гала́рса Анья́ско (исп. Ana Mercedes Galarza Añazco; род. 23 сентября 1989, Амбато) — эквадорская модель и политическая деятельница, депутат Национального собрания (2017—2019, с 2023). В 2010 году Ана Галарса стала второй на национальном конкурсе красоты «Мисс Эквадор» и представляла страну на «Мисс мира 2010» и по его итогам вошла в топ-20 в номинации «Мисс Талант».

## Биография
Ана Галарса родилась 23 сентября 1989 года в Амбато (провинция Тунгурауа). Она получила образование в Папском католическом университете, где училась на факультете психологии.
В октябре 2010 года Галарса представляла Эквадор на международном конкурсе красоты «Мисс мира 2010», но по его итогам в топ-25 она не вошла.
На всеобщих выборах 2017 года Галарса от движения «Созданные возможности» была избрана в Национальное собрание.
В феврале 2019 года Галарса большинством голосом членов Национального собрания была отстранена от своей должности по обвинению в незаконном обогащении и фальсификации документов. В декабре 2021 года дело в отношении неё было прекращено за отсутствием состава преступления.
В августе 2023 года на всеобщих выборах в Эквадоре Галарса стала представителем партии «Движение сборки» и была переизбрана в Национальное собрание.